# Kota Batu (Ciomas)
Kota Batu is een bestuurslaag in het regentschap Bogor van de provincie West-Java, Indonesië. Kota Batu telt 23.418 inwoners (volkstelling 2010).